# Могилевський Соломон Григорович
Соломон Григорович Могилевський (1885, Павлоград, Катеринославська губернія — 22 березня 1925, біля Тифліса, Закавказька Соціалістична Федеративна Радянська Республіка) — начальник Іноземного відділу ВЧК — ГПУ, радянської зовнішньої розвідки.

## Біографія
Народився 1885 року в Павлограді Катеринославської губернії в єврейській купецькій сім'ї. Навчався у гімназії. Брав участь у революційному русі. З 1902 року перебував у Павлоградській організації РСДРП, що згодом увійшла до Катеринославського комітету партії.
У 1904 році за революційну діяльність було заарештовано царською охоронкою. Після виходу з в'язниці емігрував до Швейцарії. Зустрічався в Женеві з В. І. Леніним, за рекомендацією якого увійшов до групи більшовиків. Повернувшись 1906 року до Росії, вів підпільну роботу пропагандистом у Катеринославській організації.
Після першої російської революції вступив на юридичний факультет Петербурзького університету, звідти перевівся до Москви. З 1908 відійшов від активної партійної роботи.
1916 року мобілізований до армії. Після лютневої революції обирався членом Мінського комітету РСДРП, обирався делегатом квітневої конференції партії. Учасник Жовтневої революції.
Після жовтня 1917 року працював в органах юстиції в Іваново-Вознесенську, Москві, Києві, ревтрибуналі 12 армії РСЧА.
У 1919 році рішенням Оргбюро ЦК РКП(б) був направлений у розпорядження ВНК. Працював у Московській НК, брав участь у ліквідації змови лівих есерів. 1920 року Могилевського призначили одним із заступників начальника ІНО (Іноземного відділу) ВНК.
Брав активну участь у створенні радянської закордонної розвідки: з 1921 до травня 1922 року був начальником Іноземного відділу ВНК — ДПУ (зовнішня розвідка).
У травні 1922 року спрямований на роботу як повноважний представник ДПУ в Закавказзі. Був головою Закавказького ДПУ. Керував розвідувальною роботою щодо Туреччини, Ірану. Займався розробкою закордонних представництв мусаватистських та дашнакських організацій.
Загинув 22 березня 1925 року в авіаційній катастрофі біля Тбілісі разом із М'ясниковим та Атарбековим. На жалобному мітингу виступив із промовою Л. Д. Троцький.